# シネマコード
シネマコード (CINEMAchord) は、東京都にある、映画・舞台の企画開発・制作・人材育成・俳優養成・キャスティングを行う事業体である。

## 沿革
2008年に渋谷区の神宮前に設立。当初は映画などの映像作品のキャスティング業務と、俳優のマネジメントオフィスとしての活動だったが、2009年に活動を休止する。再開後は、俳優のマネジメントは行わず、2010年、押井守監督作品『28 1/2 妄想の巨人』のアソシエイトプロデュースと宣伝を担当。2011年は、映画のプロデュース会社として、企画・脚本作品『君へ。』を製作。2012年、短編オムニバス映画『A bed』が、企画・プロデュース作品として公開される。

## プロジェクト・シネマコード
シネマコードは映画の製作以外に、劇団・教育機関の運営にも参画している。